# 内容節
内容節（ないようせつ）は独立節によって言及された内容を示す従属節である。デンマークの文法学者オットー・イェスペルセンによって提唱された。

## 英語
英語の内容節には，平叙文に対応する平叙内容節 (that 節) と，疑問文に対応する疑問詞節の2種類がある。

### 平叙内容節
平叙内容節は，文法上のさまざまな役割を果たすことができる。報告，認識，感知などをあらわすの動詞の直接目的語になることが多く，この場合，節は接続詞 that によって導かれるが，しばしば省略される。
- ① He told her (that) she was smart. (彼は彼女に頭がいいねと言った)
- ② She thought (that) he was friendly. (彼は友好的だと彼女は思った)
- ③ I hear (that) they’ve started dating. (彼らが付き合い始めたらしいね)
- ④ They wish (that) they had met earlier. (彼らはもっと早く出会っていればよかったと思っている)

動詞的な形容詞についても同様である。
- ⑤ I’m not sure (that) he was right. (彼が正しかったのかはわからない)
- ⑥ Convinced (that) he could manage it without help, he decided to proceed. (君なら自力で達成できるよと説得されて，彼は続けようと決めた)

平叙内容節は，上記のような動詞や，fact (事実)，idea (考え) などの名詞に対応する名詞の補語になることも多い。この場合は，原則 that は省略されない。「…という〜」と訳される。
- ⑦ ... our hope that someday the whole world will know peace ... (いつか全世界が平和を知る日が来るであろうという希望)
- ⑧ ... the fact that all matter obeys the same physical laws ... (全ての物質は同じ物理法則に従うという事実)
- ⑨ ... the idea that a son would do such a thing to his father ... (息子なら父親にそのぐらいのことをするだろうという考え)

最後に，主語，接続動詞を伴った節や小節の述語形容詞の補語，目的補語 (第5文型における補語) になることもできる。この用法の場合，形式的な it を本来の主語や目的語の位置に立て，平叙内容節は主節の後に置かれるのが一般的である。
- ⑩ It startled me that the students were so advanced. (生徒がとても進歩していたので驚いた)
- ⑪ It is important that we remember this day. (今日この日を忘れないでいるのは大切なことだ)
- ⑫ I find it sad that he doesn’t know the answer. (彼が答えを知らないのは悲しいと思う)
- ⑬ It annoys me that she does that. (彼女がそれをするのでイライラする)

この場合も，接続詞は省略されない。なお，以下のように，接続詞は that とは限らない。
- ⑭ I like (it) when she comes to visit. (彼女が訪ねて来てくれたら嬉しいな)
- ⑮ It bothers me how she doesn’t care what he wants. (彼女が彼の欲しいものを気にかけないので気に障る)

### 疑問詞節
疑問詞節 (あるいは間接疑問とも呼ばれる) は，平叙内容節と同じような用法でさまざまに使用される。例えば，報告，認知，感知をあらわす動詞の直接目的語になる。しかし，この場合は疑問詞節は事実の要素を知っていること，あるいはその欠落を強調する。
- ⑯ I know what you did. [What did you do?] (君が何をしたのかは知っている)
- ⑰ I can’t guess how he managed it. [How did he manage it?] (彼がどうやってそれを成し遂げたのか分からない)
- ⑱ I wonder whether I looked that bad. [Did I look that bad?] (そんなに悪い見た目だったのかな)
- ⑲ She asked where the files were. [Where are the files?] (彼女はどこにファイルがあるのか尋ねた)

これらの節は，実際に質問された疑問 (すなわち直接疑問) に対応する。上の例では，[ ] 内に示した直接疑問が対応している。英語やその他の言語では，直接疑問と間接疑問にどのような文法の違いがあるかに注意されたい。通常，直接疑問は，間接疑問と異なり，主語と述語が倒置される。例⑲のように，報告される疑問は時制の一致やその他の間接話法に適用される変化を受ける（併せて例①，②，⑥も参照）。詳しくは，英語の文法を参照されたい。
間接疑問は，補語になることができる。ここで，英語では，疑問詞節は前置詞 (特に of) によって導かれる。
- ⑳ … the question (of) who was responsible … (誰が責任を負うのかという疑問)
- ㉑ … his curiosity over how it happened … (どのようにしてそれが起こったのかについての彼の好奇心)
- ㉒ … sure of what he had seen … (彼が見たものについて確信している)

平叙名詞節のように，述語に繋がる動詞の主語や直接目的語になるとき，形式的な it を本来の位置に置き，疑問詞節を主節の後に置くことがしばしばある。
- ㉓ It is not known where they came from. (彼らがどこから来たのかは分かっていない)
- ㉔ I find it encouraging how many young women are pursuing careers in science. (科学分野でのキャリアを追い求める女性が多くいるのは励みになると思う)